# G*59 Records
G*59 Records (zapis stylistyczny: G*59 Record$) (znana również jako: G*59, Grey Five Nine) – wytwórnia płytowa, założona w Nowym Orleanie, w 2013 przez Ruby’ego da Cherry, Scrima, Ramireza, 7th Ward Navigatora i Tenshi D00Ma. Specjalizuje się m.in. w gatunkach cloud rap, trap, hardcore rap i phonk. 
Pod jej szyldem zostało wydanych 44 albumów, z których 29 pochodzi od duetu Suicideboys. Przełomowym hitem dla G*59 był sukces albumu South Side Suicide na początku 2015 roku. Wytwórnia i jej członkowie szybko zdobyli undergroundową sławę. 
Członkami grupy są między innymi: $UCIDEBOY$, Night Lovell, RVIMRXZ, Germ, Shakewell i Cheta.
Litera „G” w nazwie G*59 Records oznacza słowo „Grey” (z ang., „szary”), kolor ten odnosi się do mieszanki ras, głównie białych i czarnych, zamieszkujących rejon Nowego Orleanu w Luizjanie, skąd pochodzi dana wytwórnia. „59” nawiązuje do Interstate 59, czyli autostrady, która dzieli Nowy Orlean na dwa wyodrębnione geograficznie, demograficznie i rasowo obszary.  